# Elaphe lineata
Elaphe lineata este o specie de șerpi din genul Elaphe, familia Colubridae, descrisă de Camerano 1891. Conform Catalogue of Life specia Elaphe lineata nu are subspecii cunoscute.

## Galerie

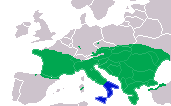
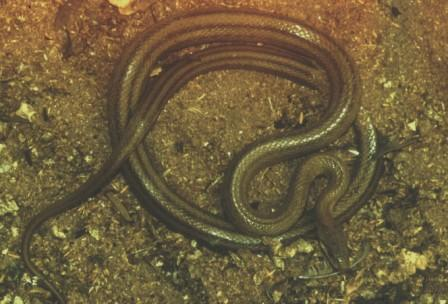